# تیسووا (ناحیه وستی ناد اورلیتسی)
تیسووا (به چکی: Tisová) یک منطقهٔ مسکونی در جمهوری چک است که در ناحیه اوستی ناد اورلیتسی واقع شده‌است. تیسووا ۱۰٫۹۷ کیلومتر مربع مساحت و ۵۶۲ نفر جمعیت دارد و ۲۹۲ متر بالاتر از سطح دریا واقع شده‌است.